# Rohe

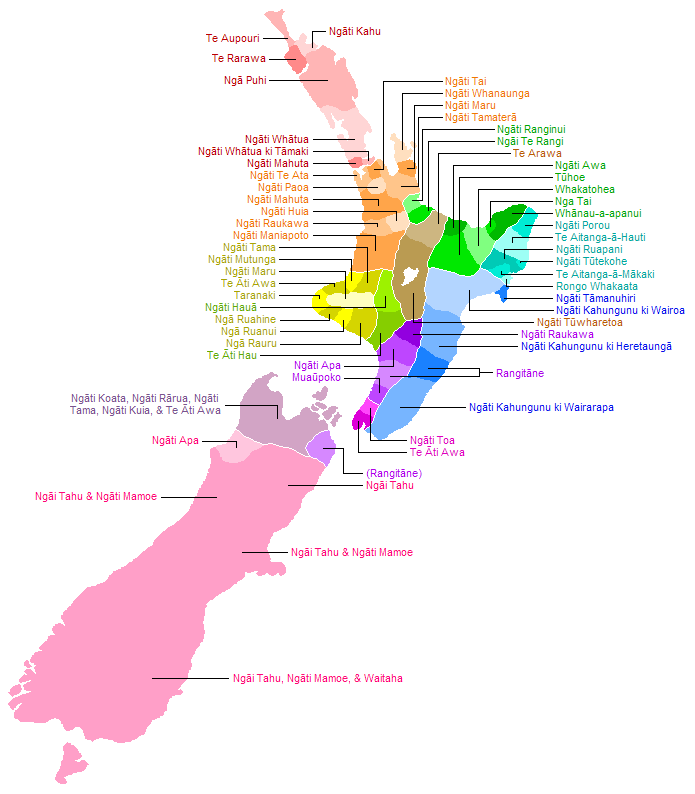
Mapa de los varios rohe en Nueva Zelanda. Las áreas que se muestran en el mapa son solo indicativas, y algunas áreas se superponen.

En la cultura maorí de Nueva Zelanda, el Rohe (/'ɾoːhɛ/) designa el territorio o los límites de una iwi (tribu maorí). Algunos se dividen a su vez en varios takiwā (distritos).

### Derivaciones lingüísticas
El término «rohe» se combina con otras palabras para formar nuevos términos: 
- Rohe pōti, que significa distrito electoral.
- Rohe wā, que significa zona horaria.
- Whatunga rohe paetata, que significa red de área local. El término rohe en sí mismo se ha adoptado para referirse a un dominio de Internet.
- Waere rohe, que significa código postal.
- Rohe kauwhata, que en geometría significa Cuadrante.
- Rohe kōreporepo, que significa humedal.
- Rohe tauārai, que significa frontera.
- ā-rohe (adj.), que significa local, regional.

Como verbo (-a), el término «rohea» significa apartar, aislar o establecer límites.